# Gebod
Een gebod is een bevel van een hoge autoriteit of een leefregel. Als een gebod een bepaalde handeling verbiedt, is het een verbod. In de politiek is een gebod een wet.

## In religieuze context
In verschillende religies zijn geboden geformuleerd waar de gelovige zich aan moet houden.
Bekende voorbeelden zijn:
- 37 Heb de Heer, uw God, lief met heel uw hart en met heel uw ziel en met heel uw verstand. 38 Dat is het grootste en eerste gebod. 39 Het tweede is daaraan gelijk: heb uw naaste lief als uzelf. 40 Deze twee geboden zijn de grondslag van alles wat er in de Wet en de Profeten staat. (Matheus 22: 37-40)
- De Tien geboden in het jodendom en het christendom.
- De Vijf geboden van de Katholieke Kerk.
- De Noachitische geboden in het jodendom.

## Trivia
- Mitswa (Hebreeuws מצווה) is het Hebreeuwse woord voor gebod.